# Hypochra albipennis
Hypochra albipennis är en tvåvingeart som först beskrevs av Friedrich Hermann Loew 1846.  Hypochra albipennis ingår i släktet Hypochra och familjen fläckflugor. Inga underarter finns listade i Catalogue of Life.